# Éric Raffin
Éric Raffin, född 24 november 1981 i Challans i Vendée, är en fransk travtränare, travkusk och montéryttare. Till mars 2018 har Raffin kört och ridit över 20 000 lopp, och vunnit nästan 2 900 av de. Raffin har kört hästar som Roxane Griff, Rapide Lebel, Bold Eagle och Face Time Bourbon.

## Karriär
Raffin började sin karriär som montéryttare i Frankrike, och har vunnit utmärkelsen Étrier d'or fem gånger (2006, 2007, 2011 delat med Franck Nivard, 2015, 2016) då han vunnit flest montélopp under ett år. Bland hans största segrar i monté räknas Prix de Cornulier 2003 med Joyau d'Amour, samt 2014 och 2015 med Roxane Griff.
Sedan 2010 tillhör Raffin även de stora namnen inom sulkylopp, och har vunnit en rad storlopp på Vincennesbanan, bland annat Critérium des 3 ans (2013) med Aladin d'Ecajeul, Prix de Paris (2012) med Roxane Griff och Critérium des 5 ans (2014) med Vabellino.
Han deltog i Elitloppet 2011 tillsammans med hästen Rapide Lebel, där de vann sitt kvalheat, och kom på en andraplats i finalheatet, slagen av Brioni. Ekipaget deltog även i Elitloppet 2012 och kom då på femteplats i finalen. Raffin körde även hästen Vincennes i finalen av Elitloppet 2015. Ekipaget slutade där oplacerade. Tillsammans med Horsy Dream segrade han i Elitloppet 2024.

## Större segrar i urval
| År   | Lopp                           | Häst               | Tränare              | Grupp   |
| ---- | ------------------------------ | ------------------ | -------------------- | ------- |
| 2008 | Prix du Bourbonnais            | Magnificent Rodney | Ulf Nordin           | Grupp 2 |
| 2009 | Prix de l'Étoile               | Saxo de Vandel     | Thierry Duvaldestin  | Grupp 1 |
| 2010 | Prix d'Été                     | Rapide Lebel       | Sébastien Guarato    | Grupp 2 |
| 2010 | Prix de Bretagne               | Olga du Biwetz     | Fabrice Souloy       | Grupp 2 |
| 2010 | Prix de Sélection              | Saxo de Vandel     | Thierry Duvaldestin  | Grupp 1 |
| 2011 | Prix de Croix                  | Son Alezan         | Franck Leblanc       | Grupp 2 |
| 2012 | Prix de Bretagne               | Roxane Griff       | Sébastien Guarato    | Grupp 2 |
| 2012 | Prix de Paris                  | Roxane Griff       | Sébastien Guarato    | Grupp 1 |
| 2012 | Prix de Washington             | Rapide Lebel       | Sébastien Guarato    | Grupp 2 |
| 2013 | Critérium des 3 ans            | Aladin d'Écajeul   | Sébastien Guarato    | Grupp 1 |
| 2014 | Prix Marcel Laurent            | Aladin d'Écajeul   | Sébastien Guarato    | Grupp 2 |
| 2014 | Prix Octave Douesnel           | Aladin d'Écajeul   | Sébastien Guarato    | Grupp 2 |
| 2014 | Critérium des 5 ans            | Vabellino          | Sébastien Guarato    | Grupp 1 |
| 2014 | Prix Doynel de Saint-Quentin   | Vabellino          | Sébastien Guarato    | Grupp 2 |
| 2014 | Critérium des Jeunes           | Billie de Montfort | Sébastien Guarato    | Grupp 1 |
| 2014 | Prix de Sélection              | Aladin d'Écajeul   | Sébastien Guarato    | Grupp 1 |
| 2016 | Prix René Ballière             | Bold Eagle         | Sébastien Guarato    | Grupp 1 |
| 2017 | Prix de Bretagne               | Valko Jenilat      | Sébastien Guarato    | Grupp 2 |
| 2019 | Prix Chambon P                 | Tony Gio           | Sébastien Guarato    | Grupp 2 |
| 2019 | Critérium des 5 ans            | Eugenito du Noyer  | Jean-Michel Baudouin | Grupp 1 |
| 2019 | Prix Phaeton                   | Face Time Bourbon  | Sébastien Guarato    | Grupp 2 |
| 2019 | Prix Kalmia                    | Gotland            | Philippe Allaire     | Grupp 2 |
| 2020 | Championnat Européen des 3 Ans | Helgafell          | Philippe Allaire     | Grupp 1 |
| 2021 | Prix de Croix                  | Power              | Robert Bergh         | Grupp 2 |
| 2021 | Prix de France                 | Delia du Pommereux | Sylvain Roger        | Grupp 1 |
| 2021 | Prix de Sélection              | Face Time Bourbon  | Sébastien Guarato    | Grupp 1 |
| 2021 | Monté-SM                       | Mindyourvalue W.F. | Robert Bergh         | -       |
| 2021 | Prix René Ballière             | Face Time Bourbon  | Sébastien Guarato    | Grupp 1 |
| 2021 | St. Michel-loppet              | Face Time Bourbon  | Sébastien Guarato    | Grupp 1 |
| 2021 | Grand Prix de Wallonie         | Face Time Bourbon  | Sébastien Guarato    | Grupp 1 |
| 2021 | Gran Premio Lotteria           | Face Time Bourbon  | Sébastien Guarato    | Grupp 1 |
| 2021 | Prix de Bretagne               | Face Time Bourbon  | Sébastien Guarato    | Grupp 2 |
| 2024 | Elitloppet (2024)              | Horsy Dream        | Pierre Belloche      | Grupp 1 |